# وائل بن حمير
هو وائل بن حمير بن سبإ، من ملوك اليمن في الجاهلية. تولى الملك بعد أبيه في صنعاء، ونزل قصر غمدان، ونقش فيه شعراً بالخط الحميري. وكانت أيامه قلقة، نافسه أخوه مالك بن حمير.